# 吉川日出男
吉川 日出男（よしかわ ひでお、1944年8月1日 - ）は、日本の法学者。専門は、民法・環境法。特に不法行為法を研究。札幌学院大学名誉教授。富山県射水郡下村（現 射水市）出身。

## 略歴
1967年3月専修大学法学部卒業。1974年3月専修大学大学院法学研究科博士課程単位取得満期退学。1976年10月札幌短期大学講師、1977年4月札幌商科大学商学部助教授、1982年4月同商学部教授、1984年4月札幌学院大学法学部教授、1997年3月同理事、2000年4月札幌学院大学大学院法学研究科長、2002年4月札幌学院大学法学部長。2013年3月定年退職。同名誉教授。

## 著書
- 『基本判例・現代社会と法』札幌学院大学民事法研究会編（中央書房、1978年）
- 『財産法入門』小川賢一・落合福司・久々湊晴夫・鈴木敬夫・高橋敏・山口康夫と共著（中央経済社、1987年）
- 『現代法講義』小川賢一・落合福司・久々湊晴夫・鈴木敬夫・山口康夫と共著（中央書房、1989年）
- 『講説民法（債権各論）』山口康夫・野口昌宏・加藤照夫　編（分担執筆、不磨書房、1999年）
- 『講説民法（債権総論）』木幡文徳・久々湊晴夫・野口昌弘・菊博・藤泰一・山口康夫・田口文夫と共著（不磨書房、2001年）
- 『やさしい法学（第三版）』小川賢一・宇田一明・落合福司・久々湊晴夫・鈴木敬夫・山口康夫と共著（成文堂、2001年）
- 『やさしい民法（第二版）』小川賢一・落合福司・久々湊晴夫・山口康夫と共著（成文堂、2002年）